# Kalka (Indie)
Kalka (hindi कालका) – miejscowość w stanie Hariana w Indiach, u podnóża Himalajów. W miejscowości ma stację początkową linia kolejowa do Shimli.